# Ансырь
Ансырь или Анцырь — единица измерения массы, одна из единиц древнего русского веса[уточнить].
Самое старое объяснение этой единицы находится в «Торговой Книге», памятнике, дополненном в XVI и начале XVII веков, а также в «Счётных Мудростях» и в арифметике Магницкого. Все, как эти, так и подобные им источники определяют ансырь как 1 1/3 фунта или 128 золотников.
В начале XX века «Энциклопедический словарь Брокгауза и Ефрона» так описывал эту меру на своих страницах: 

«Торговая Книга», приписывающая ансырю бухарское происхождение, объясняет эту единицу сбивчиво, говоря, что «нынешний ансырь весит фунт и 96 золотников», и полагая в фунте одну большую гривенку. Сбивчивость эту может разъяснить арифметика Магницкого, указывающая на римскую мину, которая делилась на 96 секстулов, или на 112 денаров, или на 128 драхм и содержала в себе 1 1/3 либру, секстул же, по уверению Магницкого, «может нарещися и золотник Московский». С этим согласны и аптекарские счёты XVII века: по ним 4 унции равны четверти фунта, в котором поэтому содержалось 16 унций (= 96 золотников секстульных = 112 золотников денаровых = 128 золотников драхмовых), как и в мине римской у Магницкого. Итак, «Торговая Книга» сбилась на счёте в 128 драхм и в 96 секстулов, имевших в России значение золотников. Относительно бухарского происхождения ансыря надо сказать, что такое мнение более похоже на нелепость, чем на истину, потому что в бухарском языке ещё не нашли слова «ансырь», хотя там и существуют слова, оканчивающиеся на сырь. Всего вероятнее, что слово «ансырь» или «анцырь» взято с немецкого ganzer (от Hanz) — цельный, полный, неповреждённый, и присвоено фунту полного веса в 16 унций, из которого произошли многие фунтовые выделы. В последний раз ансырь упоминается в нижегородской таможенной книге 1720-х годов».